# マーティン・ヤン

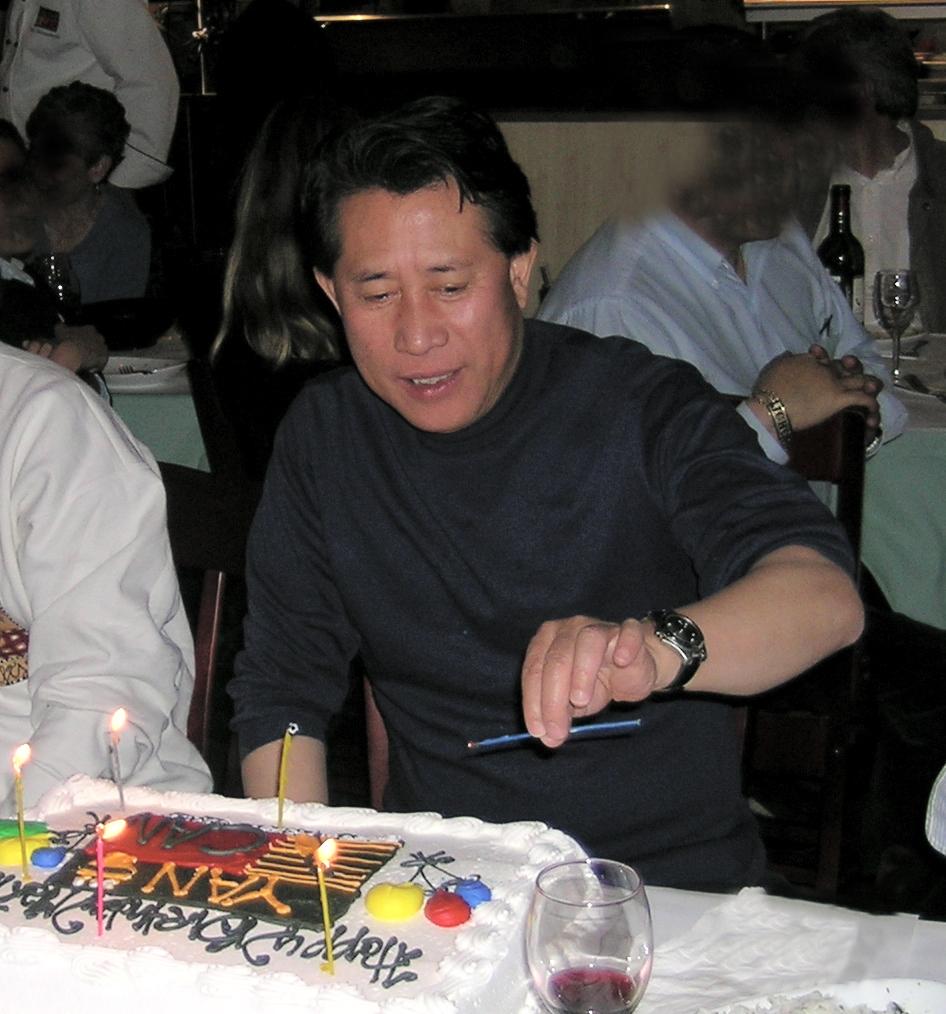

マーティン・ヤン（Martin Yan、甄文達、1948年 - ）は、アメリカ中心に活躍する広東省広州出身の中国系の料理人である。
日本では『ヤンさんの自慢料理』で知られる料理人であり、アメリカは元より、香港や台湾、シンガポールでも知名度の高い料理人である。一部では中華版グラハム・カーとも呼ばれていた。
香港や台湾でCM出演もした事があった。
リチャード・シモンズの番組にもゲスト出演したことがある。

## 看板番組
- ヤンさんの自慢料理 - 声優は龍田直樹が担当。
- ヤンさんのおもしろ中国料理 - 声優は石丸博也が担当。

## ゲスト出演
- リチャード・シモンズのスリムな料理SHOW -声優不明。